# Харкевич, Дмитрий Александрович
Дми́трий Алекса́ндрович Харке́вич (30 октября 1927, Ленинград — 17 ноября 2024) — советский и российский фармаколог, академик РАН (2013) и АМН СССР (1984), заслуженный профессор 1-го МГМУ. Член Леопольдины (1979). Заслуженный деятель науки РФ (1998).

## Биография
Окончил 1-й Ленинградский медицинский институт (1951). Ученик В. В. Закусова. В 1960 году защитил докторскую диссертацию.
34 года заведовал кафедрой фармакологии I лечебного факультета 1-го МГМУ (1964—1998), с 2010 г. — почётный заведующий этой кафедрой.
Президент Российского научного общества фармакологов до 2007 г. Более 20 лет являлся главным редактором журнала «Экспериментальная и клиническая фармакология».
Почётный председатель оргкомитета V съезда фармакологов России (Ярославль, 2018).
Автор учебника «Фармакология», выдержавшего к 2017 году уже 12 изданий, в том числе и на иностранных языках. Под его руководством защищены 6 докторских и более 30 кандидатских диссертаций.
Доктор медицинских наук, профессор (1963). Почётный доктор Санкт-Петербургского медицинского университета им. И. П. Павлова.
За монографию «Фармакология курареподобных средств» удостоен премии нм. Н. П. Кравкова (1971) АМН СССР. Удостоен премии им. В. В. Закусова Президиума РАМН.

## Семья
Отец — физик, академик Александр Александрович Харкевич (1904—1965). Мать — Татьяна Дмитриевна Отт (1903—1985), дочь акушера-гинеколога Дмитрия Оскаровича Отта (1855—1929). Супруга — Елена Борисовна Низовцева (род. 1941). Сын — Дмитрий Дмитриевич Харкевич (род. 1956)